# Intelligence (tidskrift)
Intelligence är en fackgranskad vetenskaplig tidskrift om psykologi som täcker intelligens och psykometri, med varannan månadutgivning. Den ges ut av Elsevier och är den officiella tidskriften för det akademiska sällskapet International Society for Intelligence Research. Tidskriften startades 1977 och dess chefredaktör är Douglas K. Detterman (Case Western Reserve University). 
Enligt New Statesman år 2018 är "tidskriften Intelligence en av de mest respekterade inom sitt område", men har tillåtit att dess rykte "används för att tvätta eller legitimera rasistisk pseudovetenskap". Smithsonian Magazine kallade den "en mer respekterad psykologitidskrift", men påpekade att den ibland har inkluderat artiklar med pseudovetenskapliga resultat om intelligensskillnader mellan raser. Tidskriften har kritiserats för att ha haft biokemisten Gerhard Meisenberg och psykologen Richard Lynn på dess redaktionsråd, båda är förespråkare för eugenik och vetenskaplig rasism. Chefredaktören för tidskriften försvarade deras deltagande med hänvisning till akademisk frihet. Lynn och Meisenberg tjänstgör inte längre i redaktionsrådet från och med 2018.